# Under a Glass Moon
Pistes de Images and Words
Metropolis Part 1: The Miracle and the Sleeper
(5) Wait for Sleep
(7)
Under A Glass Moon est la sixième chanson de l'album Images And Words du groupe de metal progressif Dream Theater. Les paroles ont été écrites par John Petrucci.

## Apparitions
1. Images And Words (Album) (1992)
2. Images and Words: Live in Tokyo (VHS Live) (1994)
3. Live in Tokyo / 5 Years in a LIVEtime (DVD Live) (2004)
4. Score (album) (Album Live) (2006)

## Faits Divers
- La chanson reste l'une des plus jouée en spectacle.
- Une version jazz de la chanson intitulée Fly Me To The Glass Moon a été réalisée par Chris Santaniello et Eric Yip. Pendant un moment, le groupe mettait cette reprise comme musique de fin de concert.
- Sur ce morceau, le solo de guitare de John Petrucci utilise pratiquement toutes les techniques utilisables à la guitare électrique encore de nos jours (aller-retour rapide, sweep, legato, effets avec la tige de vibrato). Il devint en 92 le solo "qu'il faillait" absolument maîtriser pour tous les guitaristes, le solo de l'époque. Ici une | vidéo pédagogique par John lui-même.

## Personnel
- James LaBrie - chant
- Kevin Moore - claviers
- John Myung - basse
- John Petrucci - guitare
- Mike Portnoy - batterie